# Molophilus (Molophilus) pirioni
Molophilus (Molophilus) pirioni is een tweevleugelige uit de familie steltmuggen (Limoniidae). De soort komt voor in het Neotropisch gebied.